# Banda Besar
Banda Besar ou Grande Banda est la plus vaste des îles de l'archipel des Banda, en Indonésie. Ell est aussi parfois appelée Lontor, Groot Banda et Lonthor en néerlandais ou Lonthoir.

## Histoire

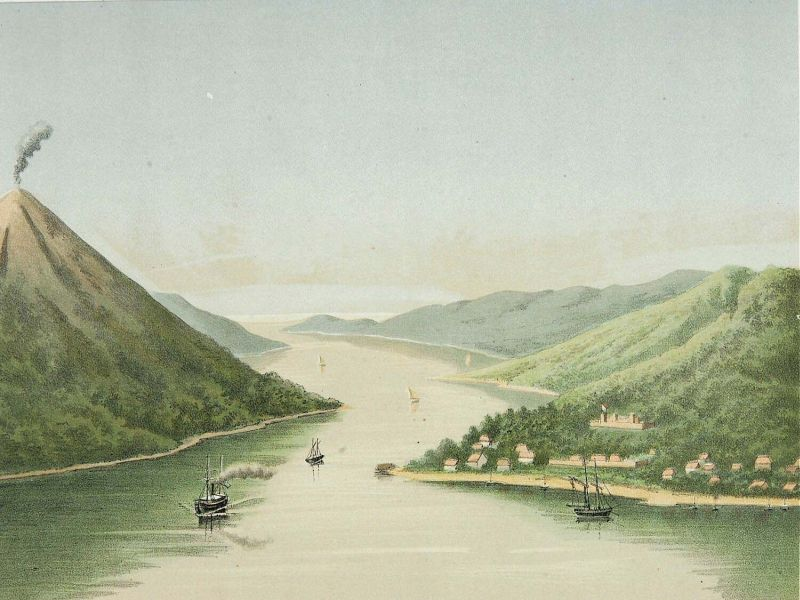
Lithographie d'une toile de Josias Cornelis Rappard (1883-1889). Vue de l'ouest, au premier plan, Banda Besar sur la droite, le volcan de Banda Api à gauche, et au seconde plan l'île de Banda Neira à gauche

Au XVe siècle, l'île était contrôlé par des orang kaya (« hommes riches ») qui contrôlaient la production et le commerce des épices. À partir de 1512, les Portugais envahissent la région pour mettre la main sur le commerce très lucratif des épices.
La Compagnie néerlandaise des Indes orientales chasse les Portugais de l'archipel de Banda. Les Néerlandais établissent initialement des relations amicales avec les locaux, et créent un avant poste commercial en 1599. En 1609, les chefs locaux se sont rebellés, tuant 30 Néerlandais. Cet événement entraîne une campagne de représailles brutale contre le peuple de Lontor par les Hollandais en punition pour ne pas avoir obéi aux règles du monopole du commerce néerlandais. En 1619, la population des îles Banda a été réduite de 15 000 à moins de 1 000. Les Anglais ont tenu un avant-poste dans les années 1600, mais les Néerlandais ont maintenu le contrôle dans ce domaine, et les Britanniques ont été entièrement chassés par les Hollandais en 1684. Les Néerlandais ont maintenu le contrôle de l'île en grande partie à cause de son importante culture de noix de muscade.
Le 18 mai 1621, le gouverneur général des Indes néerlandaises, Jan Pieterszoon Coen, ordonna le massacre de toute la population et plus de 6 600 habitants y perdirent la vie.